# Vas de Fortuny
El Vas de Fortuny, és una peça de ceràmica hispanomorisca de reflexos daurats datada del segle xiv i que es troba al Museu de l'Ermitage de Sant Petersburg. Rep aquest nom per haver pertangut a la col·lecció del pintor Marià Fortuny i Marsal fins a la seva defunció. Va ser venut per la seva vídua Cecilia de Madrazo el 1875, al príncep Basilewsky i aquest més tard, l'any 1885, al museu de l'Ermitage.

## Història
Fortuny va ser un gran afeccionat a col·leccionar diversos objectes, entre els quals es trobaven armes, així com quan encara no es donava gran importància a Espanya, adquiria artístics brodats de l'edat mitjana com dalmàtiques i casulles brodades amb belles ornamentacions, tapissos, objectes de bronze i especialment ceràmica hispanomorisca, plats, fonts i tot tipus d'atuells.
Instal·lat a Granada el 1870 junt amb la seva família es va allotjar a la «Fonda de los Siete Suelos», i va ser allà on va començar la pacient feina de recerca d'antiguitats pels llocs més insospitats, aviat va ser conegut per l'Albaicín i molts drapaires i gitanos se li acostaven a oferir-li coses, una d'aquestes obres, va ser el gran vas o gerro que va trobar a Salar, població pròxima a Granada, a l'església parroquial de la qual servia com de l'aiguabeneitera. Per aquesta obra va pagar el pintor mil duros cap a 1870. La seva gran afecció, li va portar aprendre oficis artesans per restaurar les seves pròpies peces, així se sap que va realitzar alguna peça cisellada i damasquinada i va aprendre el secret de la pisa daurada amb reflexos metàl·lics. A una carta al seu amic Charles Davillier, gran amant de l'art espanyol, datada a Granada el 27 de novembre de 1871, li comentava: «... aquí ja no queda quasi res, per tant ja no m'esforço, perquè el poc què he trobat és bo. Vet aquí un croquis del gerro àrab; és molt bo, i ho més important, en bon estat».

### Subhasta després de la mort de Fortuny

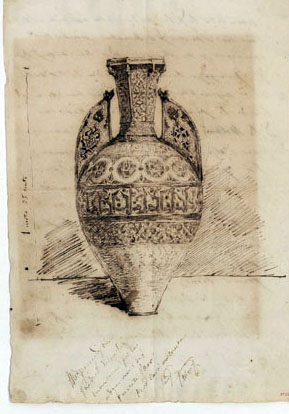
Croquis en tinta realitzat per Fortuny el 1871.

El gerro, juntament amb totes les seves pertinences, va ser transportat a Itàlia per la família Fortuny quan es van traslladar a viure allà. La prematura morta del pintor el 1875, sense testar, va obligar a la família a realitzar un exhaustiu inventari per al seu repartiment equitatiu entre els seus parents i complir amb les lleis vigents. Es va editar un catàleg dels béns de Fortuny per a la seva subhasta i Davillier va ser l'encarregat de la seva introducció, on comentava que pensava que aquest llibre-catàleg en tindria gran èxit entre els erudits, sobretot a Espanya i amb el que esperava que es fessin sobre la ceràmica estudis més amplis. Continuava explicant, que tenia projectat junt amb Fortuny escriure un llibre sobre ceràmica espanyola, que la mort del pintor no va permetre portar a terme. Només Facundo Riaño a la seva Historia de las Artes Industriales publicada el 1879 a Londres, va dedicar un capítol a la ceràmica daurada espanyola.

Després d'una primera venda a Roma, es va decidir la gran subhasta de pintures i béns a París, durant una setmana, els tres primers dies dedicats a les pintures i la resta als objectes de col·lecció. Els germans Jules i Edmond de Goncourt van exposar en el seu Journal, l'èxit de l'exposició però també van donar la seva opinió en to despectiu:
| « |  | » |
| — Samedi 24 avril/ Exposition Fortuny/ Il se déclare dans ce moment une pasión vraiment curieuse pour le bric-à brac vermoulu et la loque d'atelier. Le fameaux vase “alambresque”, je l'avoue à ma honte, me fait l'effet d'un vase en cartón peint, pour un drame litteraire et assyrien de l'Odeon! Du reste, le catalogue de cette vente, comme grossière réclame à l'endroit du mort, desobjets en vente et même de son redacteur, le baron Davilier, donne envie de vomir., E. y J. Gongourt, Journal. Memoires de la vie litéraire 1864-1878, tomo II, Mónaco 1956 p.1061. |  |   |

| « | Dissabte 24 d'abril/ Exposició Fortuny/ S'està donant en aquest moment un interès realment curiós per les quincalles antigues i els parracs de taller. El famós gerro "alambresque", he de reconèixer-ho encara que m'avergonyeixi d'això té l'aspecte d'un gerro de cartó pedra destinat a un drama literari i assiri propi de l'Odeon –Théâtre de l'Odéon (París)–. Pel que fa a la resta, és el catàleg d'aquesta subhasta com basta reivindicació, en lloc del mort, dels propis objectes en venda i del seu impulsor, el baró Davilier, dona ganes de vomitar. | » |

### Gerros de l'Alhambra
La ceràmica daurada va donar a Màlaga fama des del segle xiii i a Granada va tenir la seva continuïtat. Es van produir exemplars d'importància tant per la seva decoració com per la seva mida. Es coneixen unes quinze peces dels tipus de «gerros de l'Alhambra», de coll acampanat i amples nanses semblants a ales que sorgeixen del seu cos ovoide. Entre els gerros sobresurten tres molt semblants, un de conservat en el museu Palazzo Abatellis de Palerm, un altre a l'Institut Valencia de Don Juan de Madrid i el Vas de Fortuny en l'Ermitage, els tres amb una decoració exclusivament de reflexos daurats amb medallons de llaç i inscripcions cal·ligràfiques, tots tenen unes mides similars entre 120 i 170 centímetres. Per a la seva cocció van necessitar forns especials que van originar, segurament per la seva dificultat, uns defectes que han fet que la majoria d'ells presentin ruptures en les seves nanses. Sens dubte, des d'un principi van ser utilitzats com a objectes de luxe i no utilitari.

## Descripció

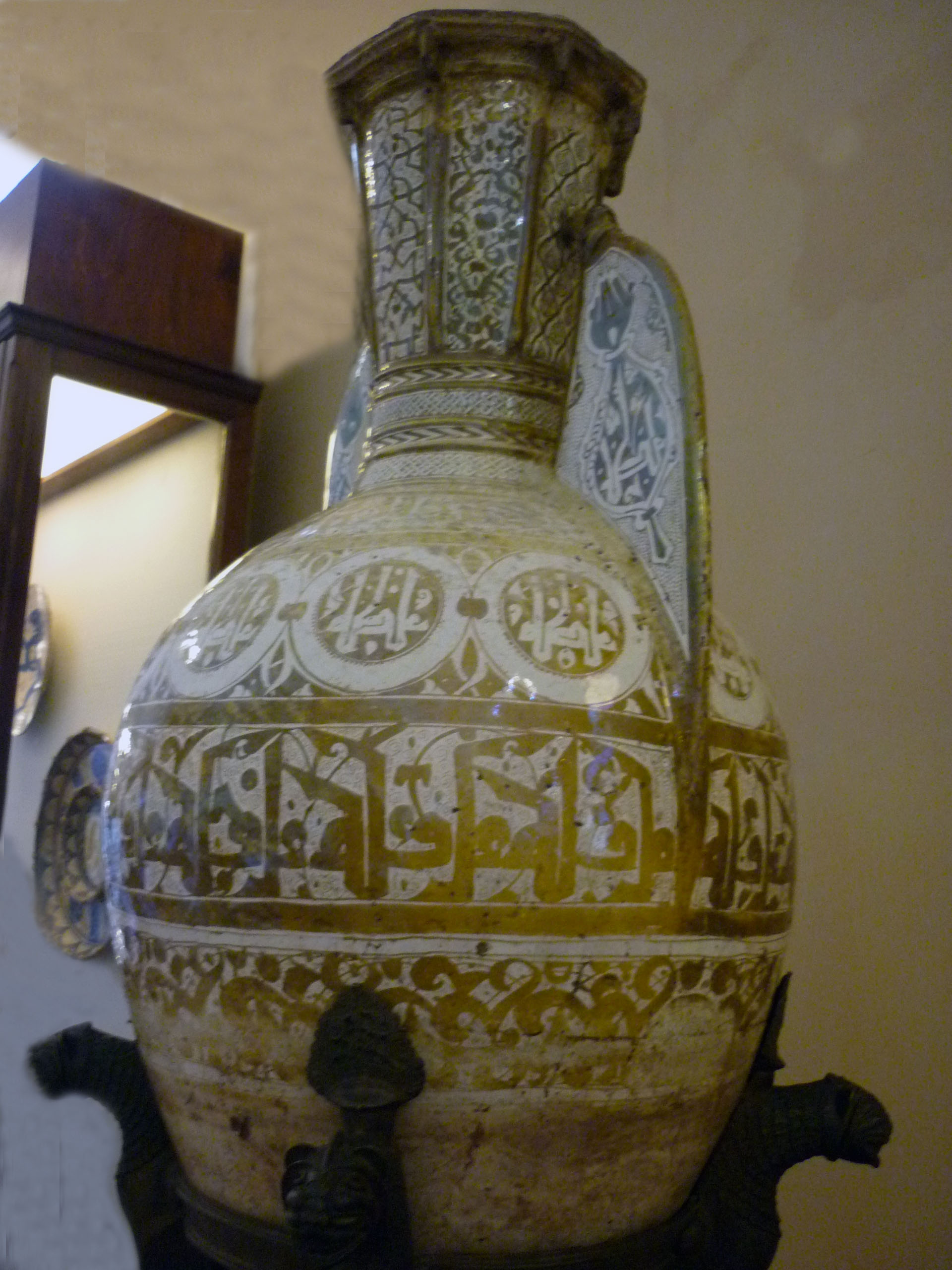
Detall de la decoració.

El Vas de Fortuny, correspon a l'apogeu de la ceràmica de l'art nassarita del segle xiv, que amb la decadència del califat cordovès i la implantació dels regnes de Taifes, el principal nucli de fabricació de ceràmica es va traslladar a Màlaga que va donar nom a un tipus de ceràmica nomenat «malica», aquesta ciutat es va convertir en un gran centre d'exportació. A un tipus d'àmfora nomenada «gerros de l'Alhambra» pertany el Vas de Fortuny, encara que no se sap amb certesa si procedeix de terrisseries establertes a Màlaga o és producte de terrissaires granadins.

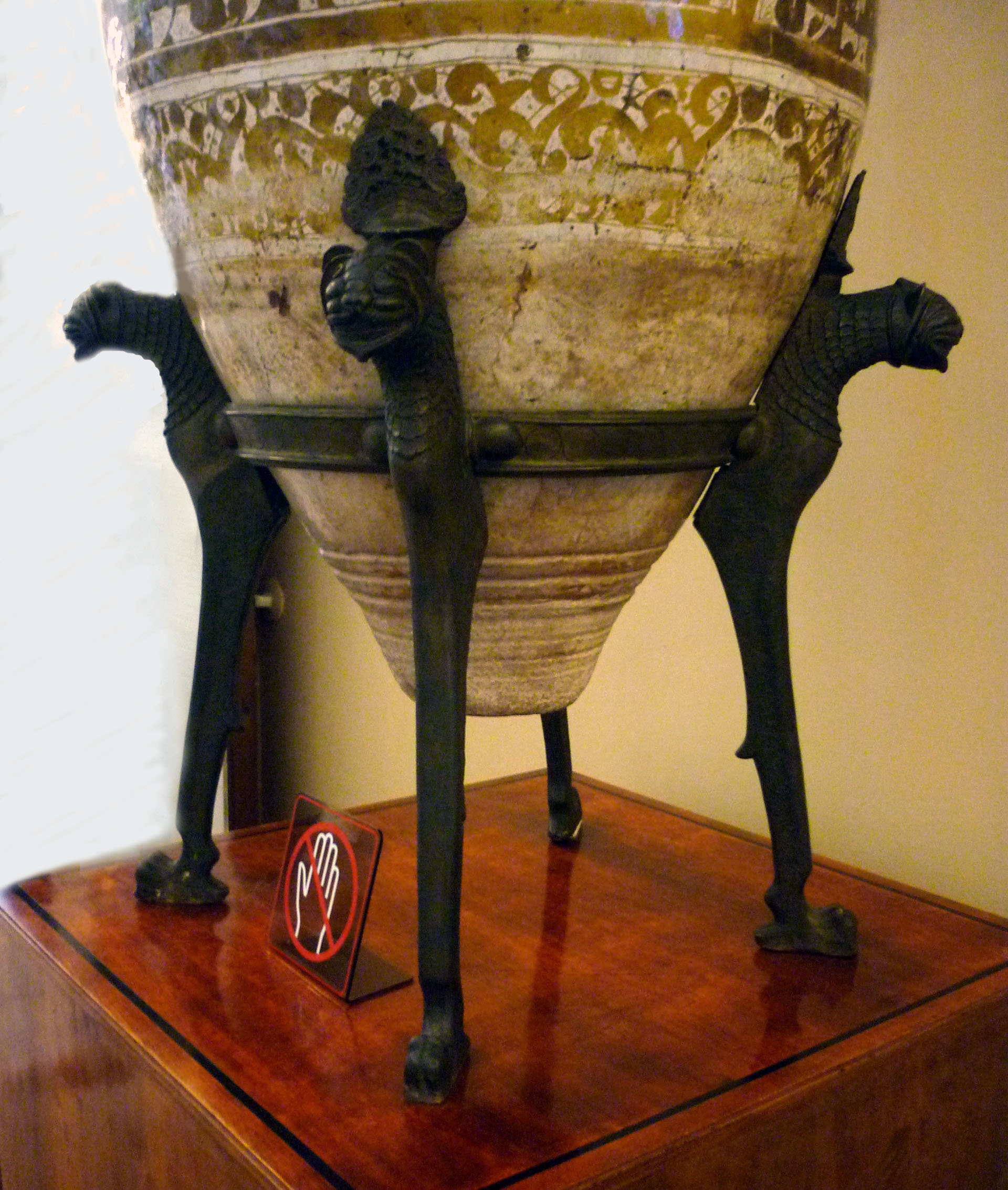
Detall del suport dissenyat per Fortuny.

El gerro és de cos allargat ovoide amb una base molt reduïda, el coll té forma de tronc piramidal i està dividit en un octògon separat per nervis o arestes, totes aquestes parts estan decorades amb arabescs i cintes entrellaçades. Aquest coll està unit al cos del gerro pel mig de dos cercles també decorats amb cintes entrecreuades molt fines. Presenta dues grans nanses planes massisses, que des de la part superior de la panxa del cos s'uniran fins a la meitat del coll, es troben decorades amb la «mà de Fàtima» en to daurat.

Tota la decoració està realitzada en bicolor blanc i daurat, alternant els dibuixos i fons unes vegades en blanc i d'altres en daurat, forma diverses franges o frisos prop del cos del gerro, formant arabescs i cal·ligrafia àrab, tota la superfície es mostra pintada, encara que el terç inferior ha desaparegut en gran part. A la Testamentaria i inventari de béns de Mariano Fortuny, apareix al número 470 descrit com: 
| « | Gran vas àrab, granadí, envernissat amb fons blanc, arabescs i cal·ligrafia cúfica de color groc amb reflexos metàl·lics de diversos colors. Té forma d'àmfora, la seva altura és d'un metre i dotze centímetres, el peu modelat per Fortuny consta de quatre potes de lleó, valorat en cinc mil francs. | » |

## Exposició a Granada
Entre el 25 d'octubre de 2006 i el 6 d'abril de 2007, es va realitzar al Palau de Carles V, dins el recinte de l'Alhambra, una exposició titulada «Los Jarrones de la Alhambra: Simbología y Poder», que reunia una important mostra de ceràmica del regne nassarita de Granada. Entre les nombroses peces exposades, procedents de museus i col·leccions de tot el món, es trobava, cedit pel museu de l'Ermitage, el Vas de Fortuny.